# Франк, Джозеф
Джо́зеф Фра́нк (в публикациях на русском языке встречается написание Фрэнк; англ. Joseph Frank, имя при рождении — Джозеф Натаниэл Глассман; 6 октября 1918, Нью-Йорк — 27 февраля 2013, Пало-Алто) — американский русист, литературовед, крупнейший западный биограф Ф. М. Достоевского. Автор теоретических работ по сравнительному литературоведению.
С 1989 года — почётный профессор славистики Стэнфордского университета.

## Биография
Родился на Нижнем Истсайде Манхэттэна, в семье еврейских эмигрантов из России. Отец умер, когда Джозефу было пять лет; отчим (Уильям Франк), который усыновил его и его младшего брата Вальтера, умер когда будущий литературовед был подростком, и вскоре умерла его мать Дженнифер Гарлик, после чего он с братом переселился из бруклинского Манхэттен-Бич на Нижний Ист-Сайд к бабушке, которая говорила только на идише. Окончив среднюю школу Erasmus Hall, поступил в Нью-Йоркский университет.
С 1942 по 1950 год Франк занимался изданием газеты. Затем провёл два года обучения в Париже по гранту образовательной программы Фулбрайта. После возвращения в США продолжил своё обучение в Чикагском университете, где получил учёную степень. В дальнейшем преподавал в Чикагском, Миннесотском, Ратгерском и Гарвардском университетах.
В 1966 году занял должность профессора сравнительного литературоведения в Принстонском университете, где в 1983 году получил звание почётного профессора.
В последующие годы был членом общества Гуманитарного центра Стэнфордского университета, а позже переехал на залив Сан-Франциско.
В 1971 году Джозеф Франк стал одним из членов-учредителей Международного Общества Достоевского.
В 1985 году Франк начал преподавать литературоведение в Стэнфордском университете.

## Научный вклад
Джозеф Франк стал автором наиболее объёмного исследования биографии и творчества Ф. М. Достоевского. Труд состоит из 5 монографий, работа над которыми длилась с 1976 по 2002 год. Заключительный 6-й том «Достоевский: писатель в своём времени» (Dostoevsky: A Writer in His Time) представляет собой сжатую версию пятитомного труда, насчитывающего 2 500 страниц. Жизнь и творчество Достоевского как автора художественных произведений, публициста и мыслителя рассматривается Франком с исторической точки зрения — сквозь призму эпохи царской России XIX века.
Франк увлекался Достоевским ещё в школьные годы. К более глубокому изучению идеологических и метафизических противоречий русского писателя он пришел через интерес к Камю и французскому экзистенциализму, возникшему благодаря пребыванию в Париже. Поэтому не удивительно, что первая лекция Франка, прочитанная в Принстонском университете в 1955 году, носила название «Экзистенциализм и Достоевский». В 1960 году в Чикагском университете Франк защитил докторскую диссертацию по теме «Достоевский и русский нигилизм как контекст для „Записок из подполья“» (Dostoevsky and Russian Nihilism: A Context for Notes from The Underground). Первый том биографии Достоевского представил собой итог преподавания Франком сравнительного литературоведения в Принстонском университете на протяжении 20 лет. Однако при его выпуске
автор не предполагал, что исследование захватит его на долгие годы и станет главным трудом жизни.
Opus magnum Джозефа Франка включает (указан год 1-го издания):
- Достоевский: семена мятежа (Dostoevsky: The Seeds of Revolt, 1821—1849), том 1 — 1976
- Достоевский: годы испытаний (Dostoevsky: The Years of Ordeal, 1850—1859), том 2 — 1983
- Достоевский: переполох освобождения (Dostoevsky: The Stir of Liberation, 1860—1865), том 3 — 1986
- Достоевский: удивительные годы (Dostoevsky: The Miraculous Years, 1865—1871), том 4 — 1995
- Достоевский: мантия пророка (Dostoevsky: The Mantle of the Prophet, 1871—1881), том 5 — 2002
- Достоевский: писатель в своём времени (Dostoevsky: A Writer in His Time), синопсис 5-ти томов — 2009

Все пять томов были переведены на испанский и португальский языки, синопсис — на турецкий язык.
Кроме своих исследований по славистике Франк известен как автор литературоведческой концепции «пространственной формы» (spatial form). Первое его эссе по данной теме появилось в печати в 1945 году, породив не утихавшие десятилетиями дебаты. Речь шла о проблемах восприятия читателем понятий «пространство» и «время» в модернизме. В ответ на критику своей идеи в 1991 году Франк выпустил сборник эссе «Идея пространственной формы» (The Idea of Spatial Form).
Франк также известен теоретическими работами о творчестве Флобера, Пруста и Паунда, советских и современных русских писателей.

## Премии
Монографии Франка были дважды удостоены престижной премии Ассоциации современной филологии (Modern Language Association) имени Джеймса Расселла Лоуэлла:
- в 1976 году — Dostoevsky: The Seeds of Revolt, 1821—1849 (Princeton University Press, 1976) и
- в 1986 году — Dostoevsky: The Stir of Liberation, 1860—1865 (Princeton University Press, 1986)[6].

Лауреат Международной премии имени Ефима Эткинда 2006 года в номинации «За лучшую книгу западного исследователя о русской литературе и культуре» за книгу «Dostoevsky, The Mantle of the Prophet, 1871—1881» (Princeton University Press, 2002).
В 2008 году за свои труды по сравнительному литературоведению Франк был удостоен высшей почётной награды, основанной в 1948 году американской Ассоциации славянских, восточноевропейских и евразийских исследований (Association for Slavic, East European, and Eurasian Studies [ASEEES]).

## Публикации
На языке оригинала:
- Frank, Joseph. The Levellers. A History of the Writings of Three Seventeenth-Century Social Democrats: John Lilburne, Richard Overton, William Walwyn. — Boston: Harvard University Press, 1955, 1969. — 345 p.
- Frank, Joseph. Dostoevsky and Russian Nihilism: a context for 'Notes from Underground'. — Chicago: University of Chicago Press, 1960. — 402 p.
- Frank, Joseph. The Beginnings of the English Newspaper: 1620—1660. — Boston: Harvard University Press, 1961. — 394 p.
- Frank, Joseph. Dostoevsky: The Seeds of Revolt, 1821—1849. — Princeton: Princeton University Press, 1979. — Vol. 1. — 401 p. — ISBN 0691013551.
- Frank, Joseph. Dostoevsky: The Years of Ordeal, 1850—1859. — reprint. — Princeton: Princeton University Press, 1983. — Vol. 2. — 320 p. — ISBN 0691014221.
- Frank, Joseph; Goldstein, David I. Selected Letters of Fyodor Dostoyevsky. — Rutgers University Press, 1987. — 543 p.
- Frank, Joseph. Dostoevsky: The Stir of Liberation, 1860—1865. — reprint. — Princeton: Princeton University Press, 1988. — Vol. 3. — 395 p. — ISBN 0691014523.
- Frank, Joseph. Through the Russian Prism: Essays on Literature and Culture. — Princeton: Princeton University Press, 1990. — 237 p. — ISBN 0691014566.
- Frank, Joseph. The Idea of Spatial Form. — Rutgers University Press, 1991. — 196 p. — ISBN 0813516439.
- Frank, Joseph. Dostoevsky: The Miraculous Years, 1865—1871. — reprint, revised. — Princeton: Princeton University Press, 1996. — Vol. 4. — 523 p. — ISBN 0691015872.
- Frank, Joseph. Dostoevsky: The Mantle of the Prophet, 1871—1881. — Princeton: Princeton University Press, 2003. — Vol. 5. — 800 p. — ISBN 0691115699.
- Frank, Joseph. Dostoevsky: A Writer in His Time. — abridged, revised. — Princeton: Princeton University Press, 2009. — 984 p. — ISBN 1400833418.
- Frank, Joseph. Between Religion and Rationality: Essays in Russian literature and culture. — reprint. — Princeton: Princeton University Press, 2010. — 312 p. — ISBN 9780691145662.
- Frank, Joseph. Responses to Modernity: Essays in the politics of culture. — reprint. — New York: Fordham University Press[англ.], 2012.

Переводы на португальский язык:
- Frank, Joseph. Pelo prisma russo: ensaios sobre literatura e cultura. — EDUSP, 1992. — 259 p. — ISBN 8531400554.
- Frank, Joseph. Dostoiévski: os Anos de Provação (1850—1859). — EDUSP, 1999, 2008. — 432 p. — ISBN 8531405297.
- Frank, Joseph. Dostoiévski: os Efeitos da Libertação 1860—1865. — EDUSP, 2002. — 521 p. — ISBN 8531407206.
- Frank, Joseph. Dostoiévski: os Anos Milagrosos (1865—1871). — EDUSP, 2003. — 660 p. — ISBN 853140763X.
- Frank, Joseph. Dostoiévski: O Manto do Profeta, 1871—1881. — EDUSP, 2007. — 947 p. — ISBN 8531410053.